# Phare du cap Maria van Diemen
Le phare du cap Maria van Diemen est un phare situé sur le Cape Maria van Diemen (en), dans la région du Northland (île du Nord), en Nouvelle-Zélande.
Le phare ancien est enregistré par le Heritage New Zealand depuis juin 2007  en tant que structure de catégorie II.

## Histoire
Le premier phare a été mis en service en 1879. Il est situé sur le sommet de l'île Motuopao, île qui est désormais une réserve naturelle fermée au public (Motuopao Island Nature Reserve . C'était une tour octogonale en bois avec lanterne et galerie dont il ne reste que la base en bois préservée par une couverture. Le cap Maria van Diemen est le point le plus à l'ouest du nord de la Nouvelle-Zélande, donnant sur la mer de Tasman. À cause de la difficulté d'accès, le phare a été désactivé en 1941 et sa lanterne et lentille transférée au phare du cap Reinga.
Il a été remplacé en 1941 par une tourelle à balise automatique.

## Description
Le phare actuel est une tourelle cylindrique en fibre de verre de 3 m de haut. Le phare est totalement peint en blanc et la balise est alimentée à l'énergie solaire. Il émet, à une hauteur focale de 91 m, trois éclats blancs toutes les 15 secondes. Sa portée est de 9 milles nautiques (environ 17 km).
Identifiant : ARLHS : NZL-010 - Amirauté : K3686 - NGA : 3792 .

### Lien connexe
- Liste des phares de Nouvelle-Zélande